# 1982 au Manitoba
Chronologie du Manitoba
- 1978
- 1979
- 1980
- 1981
- 1982
- 1983
- 1984
- 1985
- 1986

Cette page concerne des événements d'actualité qui se sont produits durant l'année 1982 dans la province canadienne du Manitoba.

## Politique
- Premier ministre : Howard Pawley
- Chef de l'Opposition :
- Lieutenant-gouverneur : Pearl McGonigal
- Législature :

## Naissances

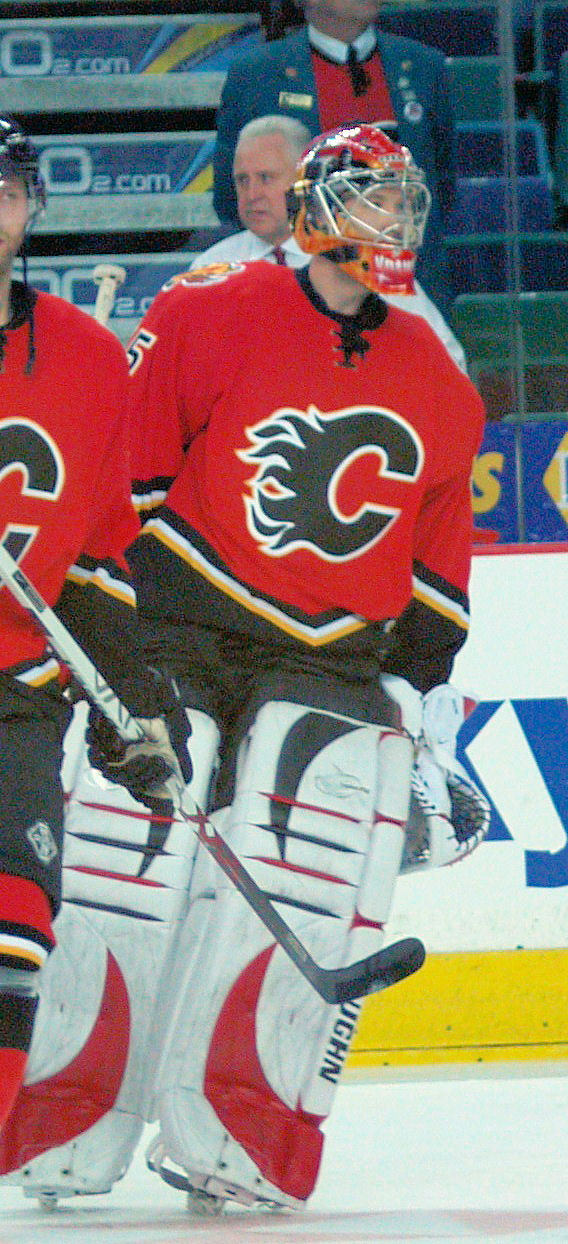
Brent Krahn

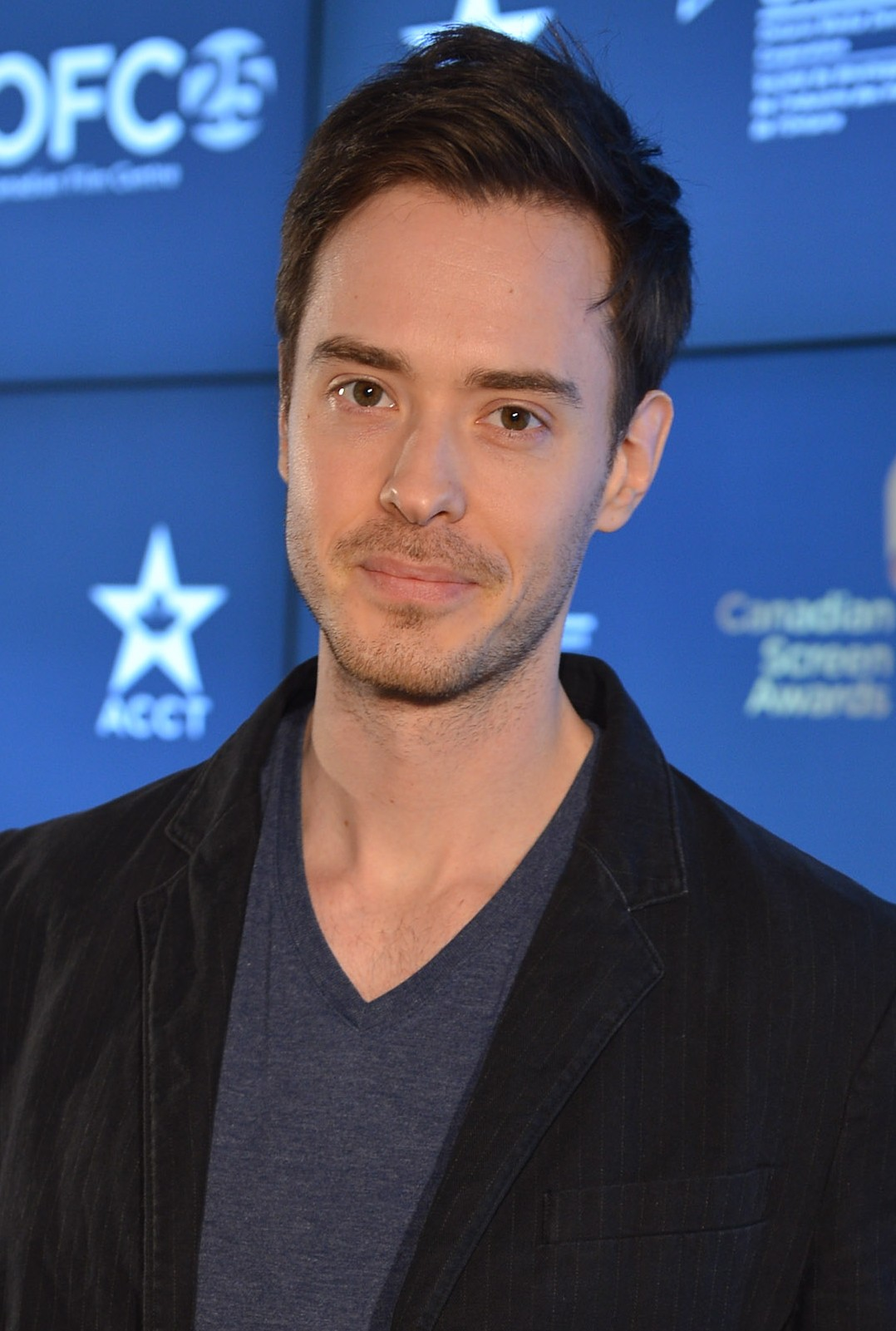
Ryan Kennedy

- 3 mars : Colton Orr (né à Winnipeg) est un joueur professionnel de hockey sur glace canadien.

- 16 mars : Riley Cote (né à Winnipeg) est un joueur professionnel retraité et entraîneur de hockey sur glace.

- 2 avril : Brent Krahn (né à Winnipeg) est un joueur de hockey sur glace professionnel évoluant à la position de gardien de but.

- 24 juillet : Anna Helene Paquin (née à Winnipeg) est une actrice canado-néo-zélandaise. Elle est surtout connue pour avoir joué dans des films tels que La Leçon de piano (1993), Elle est trop bien (1999), Presque célèbre (2000) et la saga X-Men. Depuis 2008, elle incarne le rôle de Sookie Stackhouse dans la série True Blood.

- 9 septembre : Niki Ashton (née à Thompson) est une femme politique canadienne. Elle est la députée de la circonscription fédérale de Churchill (Manitoba) à la Chambre des communes du Canada depuis l'élection fédérale canadienne de 2008 sous la bannière du Nouveau Parti démocratique

- 28 septembre : Dustin Penner (né à Winkler) est un joueur professionnel de hockey sur glace canadien évoluant au poste d'ailier gauche au sein de l'équipe des Capitals de Washington de la Ligue nationale de hockey.

- 6 décembre : Ryan Kennedy, surnommé Ron, est un acteur surtout connu pour ses rôles dans des films et des séries fantastiques pour la télévision. Il est né à Winnipeg. Il sort diplômé de la Springs Christian Academy école privée chrétienne de Winnipeg. Son frère est Adam Kennedy, lui aussi acteur.